# Falkenhain
 (août 2024).
Si vous disposez d'ouvrages ou d'articles de référence ou si vous connaissez des sites web de qualité traitant du thème abordé ici, merci de compléter l'article en donnant les références utiles à sa vérifiabilité et en les liant à la section « Notes et références ».
Falkenhain est une ancienne commune de Saxe (Allemagne), située dans l'arrondissement de Leipzig, dans le district de Leipzig. Avec effet au 1er janvier 2012, elle a fusionné avec Hohburg pour former la nouvelle commune de Lossatal.

## Géographie
Falkenhain est situé à l'extrémité ouest du Dahlener Heide, à une dizaine de kilomètres à l'est-nord-est de Wurzen. 

## Récit
Deux tombes de l'âge du bronze près de Frauwalde témoignent de la colonisation précoce de la région.
Falkenhain a été mentionné dans un document en 1198 à l'occasion de la consécration de l'église de Sitzenroda. Le nom du lieu est dérivé soit du nom de l'idole sorabe Valko, soit du localisateur allemand Falko. L'endroit fut longtemps considéré comme le siège ancestral de la famille Falkenhayn, un «Conrad von Falkenhain» fut mentionné en 1231, «Henningus de Valkinhain» en 1284. La famille von Kühnitzsch fut inféodée avant 1424, bientôt suivie par la Truchsesse von Wellerswalde et Bornitz 1557 Georg von Koseritz, de 1605 à 1785 le Lüttichau puis jusqu'en 1945 le Carlowitz.